# Gosjön (Rengsjö socken, Hälsingland)
Gosjön är en sjö i Bollnäs kommun i Hälsingland och ingår i Norralaåns huvudavrinningsområde. Sjön är 3,8 meter djup, har en yta på 0,332 kvadratkilometer och är belägen 137,1 meter över havet. Sjön avvattnas av vattendraget Gosjöån, som är ett källflöde till Flysån.

## Delavrinningsområde
Gosjön ingår i det delavrinningsområde (681195-154204) som SMHI kallar för Utloppet av Gosjön. Medelhöjden är 167 meter över havet och ytan är 3,36 kvadratkilometer. Det finns inga avrinningsområden uppströms utan avrinningsområdet är högsta punkten. Flysån som avvattnar avrinningsområdet har biflödesordning 2, vilket innebär att vattnet flödar genom totalt 2 vattendrag innan det når havet efter 34 kilometer. Avrinningsområdet består mestadels av skog (71 procent). Avrinningsområdet har 0,33 kvadratkilometer vattenytor vilket ger det en sjöprocent på 9,8 procent.